# Ангел смерті (фільм)
Ангел смерті (англ. Angel of Death) — американський бойовик 2009 року.

## Сюжет
Єва — дівчина-кілер, яка, перед тим як влучити в ціль, одержує ножове поранення в голову, і випадково вбиває молоду дівчину. Вона переживає випробування і потерпає від видінь своїх минулих жертв. Від докорів сумління і не в змозі працювати, Єва розуміє, що вона повинна розшукати своїх колишніх роботодавців і поквитатися з ними.

## У ролях
| Актор                  | Роль                 |
| ---------------------- | -------------------- |
| Зої Белл               | Єва                  |
| Джейк Абель            | Кемерон Даунс        |
| Вейл Блум              | Регіна Даунс         |
| Джастін Хьюен          | Франклін             |
| Даг Джонс              | доктор Ранкін        |
| Люсі Лоулесс           | Віра                 |
| Брайан Пот             | Грехем               |
| Тед Реймі              | Джед Нортон          |
| Інгрід Роджерс         | агент Даніель Тейлор |
| Джон Серж              | Артур Макс           |
| Пет Асанті             | містер Ліман         |
| Каела Кроуфорд         | Марі Андертон        |
| Роберт Льюїс Стефенсон | Келлер               |
| Пейдж Орр              | жінка на телефоні    |
| Джеймс Лью             | Томмі                |
| Моніка Стеггс          | Мадам                |
| Джонні Палермо         | Лерой                |
| Роул Д. Льюїс          | Менні                |
| Хел Деві               | Денні                |
| Фернандо Чіен          | Скінні               |
| Сем Харгрейв           | Чіп                  |
| Елізабет Шайбл         | Джулія               |

## Виробництво
Зої Белл виконала всі трюки сама. У неї було всього два тижні, щоб репетирувати й поставити хореографію боїв. Під час сцени, коли Єва використовує Ренкіна, щоб отримати доступ до кімнати хворого, Зої поранила каскадера: під час знімання сцени боротьби Белл штовхнула його так сильно в тулуб, що той пішов до лікарні, підозрюючи, що зламано ребро.
Роль Віри була спеціально написана для Люсі Лоулесс. Люсі працювала тільки протягом одного дня. Крім того, вона придумала ідею для персонажа, щоб мати південний акцент.
Дев'ять сторінок сценарію були зняті в останній день фільмування. Майже всі інтер'єри зняті всередині лікарні в Лос-Анджелесі.

## Критика
Рейтинг на IMDb — 5,0/10. Фільм має одну номінацію. 